# Sean Christian
Pour les articles homonymes, voir Christian.
Sean Christian, né le 20 avril 2002, est un coureur cycliste américain.

## Biographie
Sean Christian participe à sa première course cycliste en BMX vers l'âge de sept ans. Il finit toutefois par passer au cyclisme sur route. Afin de progresser, il se rend en Belgique durant la saison 2019 pour découvrir les compétitions européennes. Il revient ensuite concourir aux États-Unis. Rapide au sprint, il obtient plusieurs victoires dans des critériums américains en 2022. 
En 2023, il rejoint la formation Aevolo, qui forme de jeunes espoirs. Cette structure lui offre la possibilité de disputer de nouvelles épreuves européennes. Il se classe ainsi sixième de la dernière étape du Flanders Tomorrow Tour, ou encore dixième d'une étape du Tour de Grèce. L'année suivante, il termine second de deux étapes du Tour de Beauce, quatrième du championnat des États-Unis espoirs et septième d'une étape du Tour of the Gila. Il s'octroie également deux victoires et diverses places d'honneur dans des courses régionales belges. 
Au printemps 2025, il intègre l'équipe nationale des États-Unis pour disputer les championnats panaméricains sur piste. Aux côtés de plusieurs de ses compatriotes, il s'adjuge le titre continental dans la poursuite par équipes. Sur route, il remporte le Gran Premio New York City et la première étape du Tour de Beauce.

## Palmarès sur route

### Par année
- 2018
  - 3e du championnat des États-Unis du critérium juniors (15-16 ans)
- 2019
  - Fox River Omnium
- 2022
  - Vuelta a Santa Catalina
  - Historic Riverton Criterium
  - CCNS Kermis
  - 4e étape de la Green Mountain Stage Race
  - El Tour de Tucson[5]
- 2025
  - Gran Premio New York City
  - 1re étape du Tour de Beauce

### Classements mondiaux
| Année            | 2022 | 2023 | 2024 |
| ---------------- | ---- | ---- | ---- |
| UCI America Tour | 266e | 486e | 270e |

## Palmarès sur piste

### Championnats panaméricains
- Asuncion 2025
  -  Médaillé d'or de la poursuite par équipes (avec Peter Moore, Brendan Rhim, Anders Johnson et David Domonoske)